# Histoire de la Turquie
Cet article traite de l'histoire de la République turque de 1919 à nos jours. Pour l'histoire du territoire antérieure à 1919, voir Empire ottoman, et Histoire de l'Anatolie.
On parle d'histoire de la Turquie pour désigner celle de la république de Turquie issue de la guerre d'indépendance  menée jusqu'en 1922 par Mustafa Kemal Atatürk contre l'occupation de l'Empire ottoman par les Alliés de la Première Guerre mondiale. Cet article ne traite que de cette période, et non des événements antérieurs. La Turquie a été occupée par les puissances alliées victorieuses de la Première Guerre mondiale pendant une durée de 5 ans (1918-1923) pour Constantinople et entre 3-4 ans pour les autres villes. Elle a ensuite obtenu son indépendance après la guerre de libération mené par Mustafa Kemal Atatürk. Elle a ainsi pu éviter une colonisation étrangères. Les dernières troupes étrangères quittent la dernière ville le 6 octobre 1923 et l'armée turque en prend possession le même jour.
Pendant le Moyen Âge, des peuples turcs venus d'Asie centrale se sont installés en Anatolie et dans les Balkans, entre la fin du XIIIe siècle et le début du XXe siècle, et ont créé l'Empire ottoman. Mais l'empire s'affaiblit à partir du début du XVIIIe siècle et se disloque au lendemain de la Première Guerre mondiale, donnant naissance à la Turquie moderne.

## Démembrement et résurgence (1918-1923)

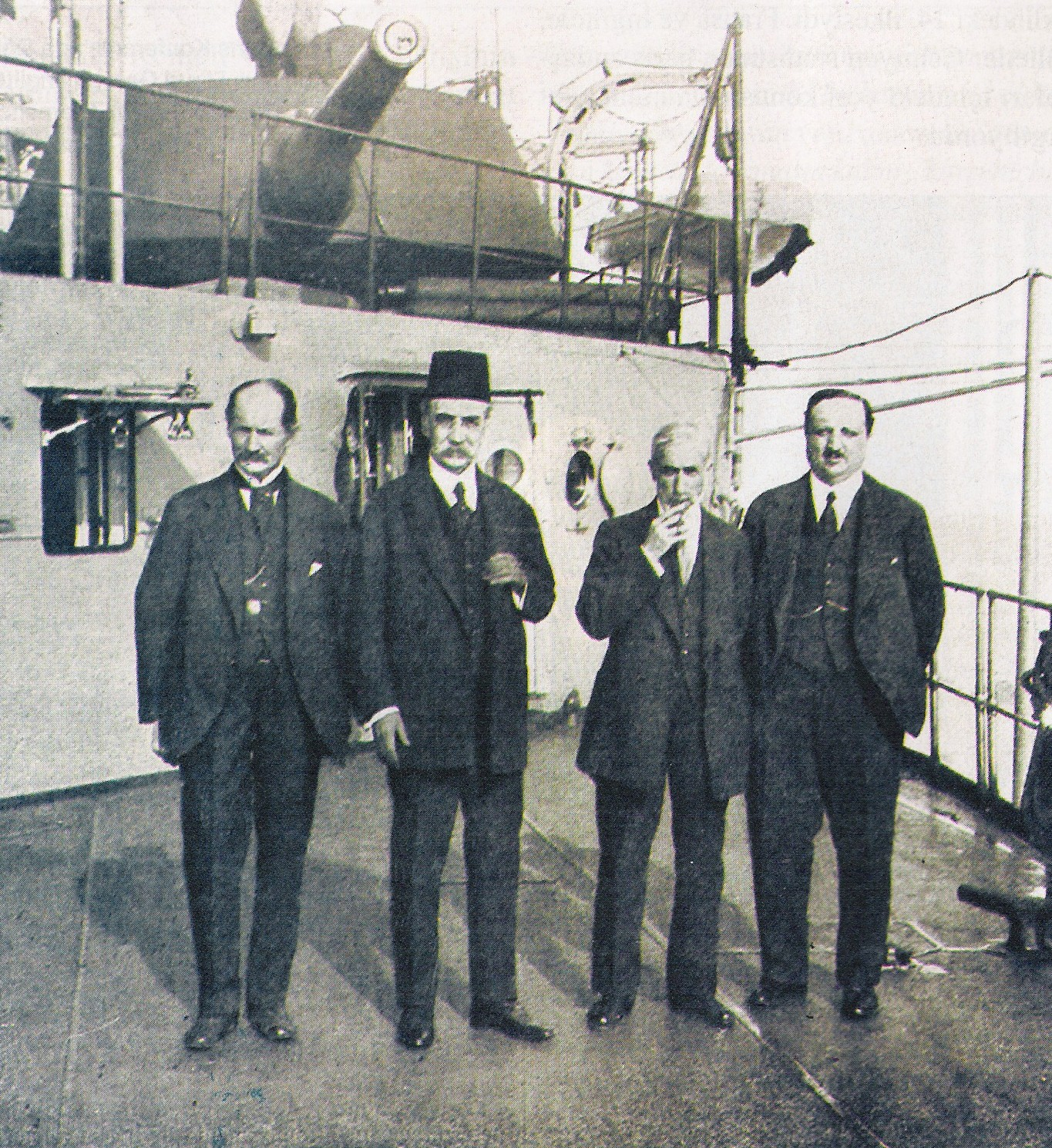
Les signataires ottomans du traité de Sèvres : Riza Tevfik, Damat Ferid Pacha (grand vizir), Bağdatlı Mehmed Hadi Paşa (ministre de l'Éducation) et Rechid Halis (ambassadeur).

À la fin de la Première Guerre mondiale, l'Empire ottoman, alors une monarchie constitutionnelle alliée à l'Allemagne, l'Autriche-Hongrie et la Bulgarie, est démantelé : les provinces du Proche-Orient (Syrie, Irak, Liban, Palestine, Jordanie, côtes de l'actuelle Arabie saoudite, Yémen) sont partagées entre la France et le Royaume-Uni ; la Thrace (sauf Constantinople) et les côtes égéennes sont attribuées à la Grèce ; une république arménienne est proclamée. Le reste de l'Empire est divisé en « zones d'influence » italiennes, françaises et anglaises, et les Turcs craignent de se voir bientôt réduits à l'état de colonie.
En juin 1919, le mouvement nationaliste, mené par Mustafa Kemal Atatürk, définit dans la déclaration d'Amasya (en) les raisons pour lesquelles le gouvernement impérial ottoman, considéré comme illégitime, doit être remplacé afin de défendre les intérêts nationaux turcs. Il obtint un soutien important de la population et de l'armée. Un gouvernement provisoire du mouvement nationalise, conduit par Atatürk, est élu au congrès de Sivas (en). Il conteste les frontières de l'Empire, définies par le gouvernement impérial lors du traité de paix de Sèvres du 10 août 1920, et tente de récupérer une partie des territoires cédés.
En 1921, il signe le traité de Kars avec la Russie soviétique. Par ce traité, l'URSS rend à la Turquie un territoire pris à l'Empire ottoman en 1878[Lequel ?], peuplé de tribus arméniennes et kurdes, et les deux parties s'entraident pour mettre fin aux amibitons d'indépendance des peuples du Caucase et pour chasser les Anglais des réserves de pétrole de Bakou.

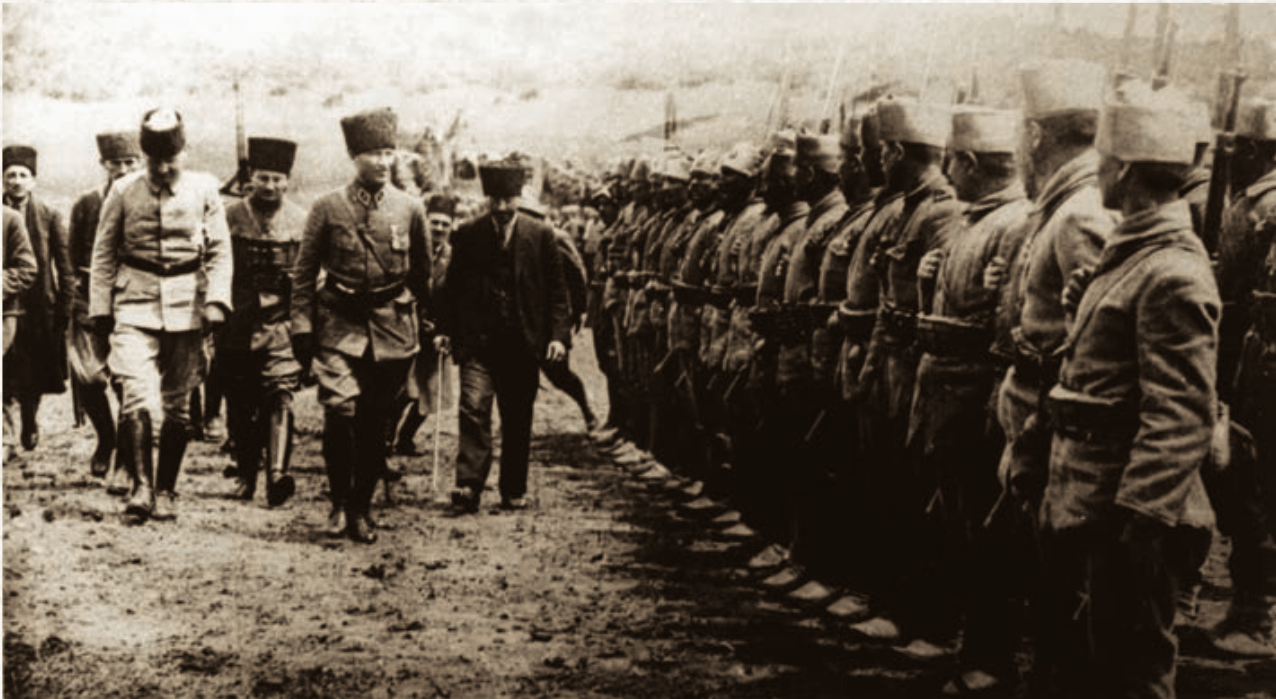
Mustafa Kemal Pacha inspectant les troupes turques. (18 juin 1922)

Le mouvement nationaliste engage la guerre gréco-turque pour récupérer les côtes ouest de l'Anatolie. En Cilicie, il empêche la constitution d'une région autonome arménienne sous protectorat français, prévue par le traité de Sèvres.
Conformément aux demandes des Alliés, les membres du gouvernement impérial ottoman impliqués dans la déportation des Arméniens d'Anatolie vers le Liban et le désert de Syrie et dans le génocide arménien avaient été traduits en justice et condamnés, mais le gouvernement provisoire n'accepte pas d'être tenu pour responsable d'un crime commis sous le régime précédent. C'est le début d'une controverse historique et politique qui dure encore aujourd'hui.
En 1921, la Russie soviétique accepte de céder à la Turquie les districts de Kars et d’Ardahan, conformément au principe revendiqué par le nouvel État de condamner toutes les formes d’annexion et de donner l’indépendance aux peuples qui la revendiquaient.
Le 24 juillet 1923, le traité de Lausanne, signé entre le gouvernement provisoire et le Royaume-Uni, la France, l'Italie, le Japon, la Grèce et la Yougoslavie, redéfinit les frontières de la Turquie et annule le traité de Sèvres. Le traité de Lausanne renonce à la création d'un Kurdistan turc prévue par le traité de Sèvres et lève les restrictions imposées par le traité de Sèvres, tel que le contrôle par les armées alliées. Bien que Mustafa Kemal ait proclamé la laïcité du futur État turc, le traité de Lausanne prévoit une « purification ethnique » pour « éviter de futurs conflits » : environ trois millions d'habitants de Turquie de religion chrétienne orthodoxe doivent rejoindre la Grèce, tandis qu'un demi-million d'habitants de la Grèce de religion musulmane doivent rejoindre la Turquie sans considération ethnique (la plupart étaient des Pomaks de langue bulgare). Sur les trois millions de « Roumis » (nom turc des orthodoxes), la moitié rejoignit en fait non la Grèce, incapable d'en accueillir autant, mais les États-Unis.
Finalement, le sultanat est aboli le 1er novembre 1922. Le 29 octobre 1923, la république de Turquie est proclamée, ce qui constituait l'élément central du kémalisme : Mustafa Kemal est aussitôt élu président.

## La révolution kémaliste (1923-1938)

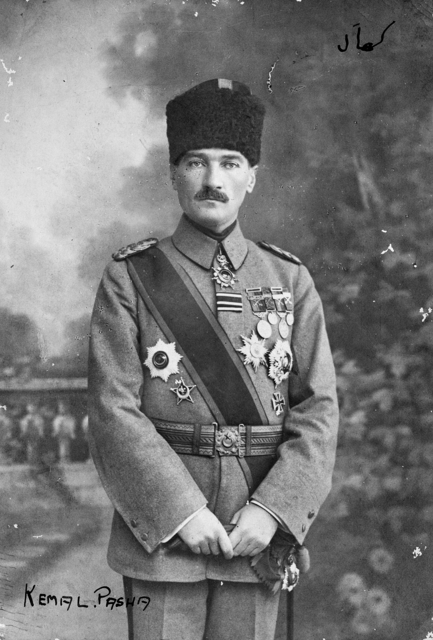
Mustafa Kemal Atatürk, en tant que commandant de l'armée (1918).

Mustafa Kemal avait appartenu au mouvement des Jeunes-Turcs. Il était partisan d'un nationalisme restrictif (modèle de la Petite Turquie) et anticlérical. Son modèle de référence restait ancré dans la France des Lumières. Il avait l'ambition de modeler une civilisation turque moderne, souhaitant pour cela la « Révolution à toute vapeur ». Ses méthodes restaient fondées sur le volontarisme et le populisme : « malgré le peuple, pour le peuple » ; une société unie/unique, sans lutte des classes, mais turque avant tout (jacobin, il se méfiait des différences régionales depuis le traité de Sèvres).
L'armée reste un pilier de la nation ; l'école est laïque, gratuite et obligatoire, selon le modèle d'école républicaine de Jules Ferry. Une forte action culturelle est entreprise avec les « maisons du peuple ». La Turquie restera un « État papa » jusque dans les années 1980. Une nouvelle capitale, Ankara, est choisie, au détriment de Constantinople, la capitale historique, auparavant celle de l'Empire romain d'Orient et de l'Empire ottoman). La langue est remaniée, une politique nationale est alors appliquée par Mustafa Kemal, qui remplace par exemple l'alphabet ottoman d'origine arabe par l'alphabet latin en 1928. L'histoire de la civilisation est réécrite afin de lui donner des racines, à l'instar des États occidentaux au XIXe siècle. Le problème est alors de localiser la mère patrie, puisque l'on trouve des Turcs de la Serbie à la Sibérie orientale. Ils y sont aidés par de nombreux conseillers étrangers.
Un Parti communiste est fondé en 1920 mais ses dirigeants sont presque aussitôt liquidés et ses militants persécutés. L'interdiction du communisme fut inscrite dans le code pénal.
La période de 1923 à 1945 se caractérise par l'imposition d'un système de parti unique, le Parti populaire (rebaptisé en 1924 Parti républicain du peuple), avec seulement deux brèves tentatives avortées de créer des partis d'opposition en 1925 (Parti républicain progressiste) et en 1930 (Parti républicain libéral). Les députés étaient élus au second degré, et les « grands électeurs » étaient tous membres du parti unique.
Dès la révolution de 1908, les femmes émergent sur la scène politique. En 1919, à la suite de grandes manifestations, des mesures sont prises visant à faire évoluer le statut de la femme : égalité avec les hommes reconnue dans le code civil, mariage civil obligatoire, interdiction de la polygamie, de la répudiation, du port du voile à l'école, scolarisation des filles, embauche de femmes dans l'administration… En 1930, elles votent et sont éligibles aux élections locales et en 1934 aux élections nationales.
La Turquie kémaliste se veut résolument laïque. Le califat est abandonné le 3 mars 1924. C'est alors largement perçu comme un sacrilège par le monde arabo-musulman. En 1928, l'islam cesse d'être la religion d'État, puis, en 1937, la laïcité est inscrite dans la Constitution. Le calendrier grégorien est adopté, et le dimanche devient le jour de repos hebdomadaire. Poursuivant la laïcisation du droit entamée dès 1839 par les tanzimat (réformes) de l'Empire ottoman, le régime kémaliste adopte, en 1926, un code civil inspiré du code suisse, un code pénal inspiré du code italien, et un code commercial inspiré du code allemand. Mais c'est plus qu'une laïcité, car elle est dynamique et autoritaire. L'anticléricalisme est prononcé, mais le spiritualisme musulman n'est pas pour autant abandonné. La laïcité turque et kémaliste se distingue de la laïcité française et jacobine par le contrôle exercé par l'État sur les religions, et surtout la tendance majoritaire (sunnite) de l'islam, via la direction des Affaires religieuses, créée en 1924. Ce mouvement laïc sera surtout efficace dans les grandes villes de l'Ouest du pays.
En politique étrangère, Atatürk tient fermement au principe de neutralité. Hormis un contentieux difficilement réglé avec la Grèce en 1933, et l'affaire du sandjak d'Alexandrette, donné en 1938 à la Turquie par le mandat français en Syrie, la Turquie se garde d'intervenir dans les conflits régionaux. Un traité d’amitié avec les Soviétiques est signé en 1925. La Turquie est alors l'un des rares pays à s'opposer à l’isolement de l'Union soviétique. En 1936, les deux États se lient à la convention de Montreux. Pourtant, leurs relations se dégradent après la Seconde guerre mondiale : la Russie reproche au gouvernement turc d’être demeuré neutre jusqu’en 1945 et surtout d’avoir interdit aux navires alliés le passage des détroits au nom de sa neutralité.
En 1925, 1930 et 1937, des révoltes kurdes sont sévèrement réprimées et des dizaines de milliers de victimes sont dénombrées. Le 8 juillet 1937, la Turquie, l’Irak, l’Iran et l’Afghanistan signent le traité de Sa'dabad qui prévoit entre autres une coordination de la lutte contre la « subversion » kurde.

### Les minorités
Le souhait du gouvernement kémaliste était d'avoir une Turquie homogène ethniquement et religieusement, car il voyait l'addition de différentes nationalités en Turquie comme une faiblesse, dont se serviraient les Britanniques pour diviser et détruire la Turquie. Dans les régions et les grandes villes côtières, les Turcs étaient en minorité, que ce soit à Constantinople, en Thrace ou dans les provinces orientales. La Turquie possédait de nombreuses minorités héritées de l'Empire romain d'Orient dit byzantin : des Arméniens, des Juifs, des Albanais, ainsi que des Grecs ottomans dits en turc roumis (à la différence des Grecs de Grèce dits yunan). Bien que d'origine indo-européenne, les Kurdes ne sont pas considérés comme une minorité mais comme des Turcs des montagnes. Les Kurdes parlent une langue de type perse et sont musulmans sunnites comme la plupart des Turcs, à la différence des Iraniens (musulmans chiites).

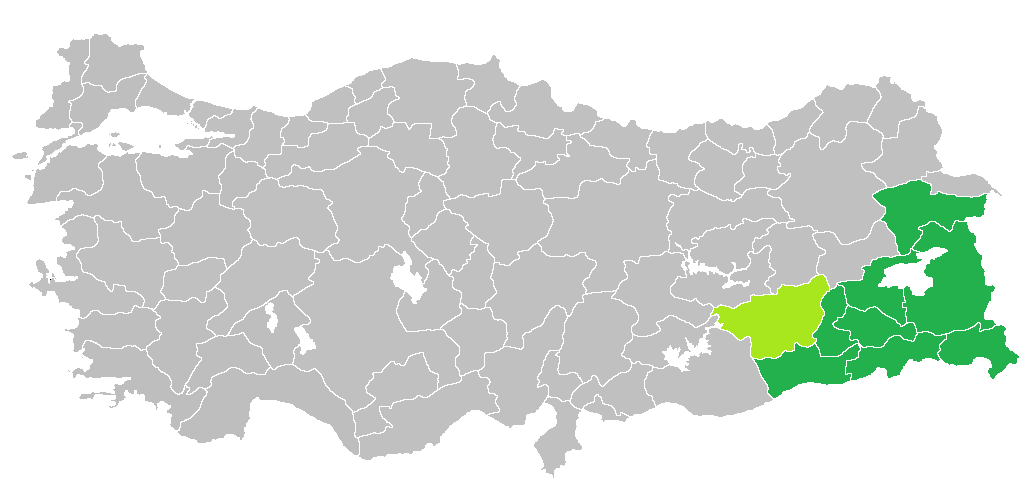
Les locuteurs du kurmandji dans le recensement turc de 1965: dans les provinces vert foncé, la majorité parlait kurde, dans la province vert clair une majorité relative. En raison de la turquification, de nombreux Kurdes turcs ne parlent plus le kurde..

Mais les Kurdes acceptaient mal d'obéir au gouvernement d'Ankara qui décida de mettre fin à leur mode de vie patriarcal, féodal et religieux. Ils se trouvaient dans un état de tension voire d'insurrection incessante de 1921 à 1926. Le Royaume-Uni encourageait de son côté les rebelles kurdes à la révolte pour mettre en difficulté le gouvernement kémaliste. Il fournissait aux insurgés des armes et des subsides.
Une grande révolte kurde menée par le Cheikh Saïd éclate en 1924. Il lance les tribus kurdes sur Elazığ, Maras et Bitlis et fait placarder sur les murs de Diyarbakır des affiches où l'on lisait : « À bas la République ! Vive le Sultan-Calife ! » Mais la révolte était également soutenue par des sociétés secrètes islamiques et des journalistes. Mustafa Kemal décide alors d'envoyer neuf divisions dans le Kurdistan et donne l'ordre à ses soldats de réprimer les insurgés. Puis il y envoie des tribunaux, dits Tribunaux d'indépendance. Des cours martiales exécutent ou emprisonnèrent tous les Kurdes reconnus coupables d'atteinte à la sûreté intérieure de l'État. Quarante-six meneurs sont pendus sur la grande place de Diyarbakir. Le but du gouvernement d'Ankara est de faire d'eux des exemples et de dissuader les Kurdes de la révolte.
Il décide par la même occasion de supprimer l'Ordre mevlevi (des derviches tourneurs), les sectes religieuses, les couvents et les confraternités qu'il accuse d'avoir soutenu la révolte kurde.
Le traité de Lausanne en 1923 inclut également un échange démographique : un million et demi de Grecs de Turquie sont échangés contre 385 000 musulmans de Grèce (turcophones et bulgarophones), en dépit de la volonté desdites populations. Seuls les Grecs de Constantinople (environ 100 000 personnes) et les musulmans de Salonique (environ 5 000 personnes) sont exemptés. Mais depuis quatre-vingt ans, les tensions nationalistes ont poussé même ces exemptés à émigrer, et en 2006, il reste environ 50 000 musulmans en Grèce et 3 000 orthodoxes grecs en Turquie.
Des minorités sont donc encore présentes en Turquie : Arméniens et Grecs de Constantinople, Juifs, Assyro-Chaldéens et Kurdes. Mis à part ces derniers, elles représentent cependant un très faible pourcentage de la population.

## Visées soviétiques, adhésion à l'OTANet enjeux géostratégiques (1939-2003)
Restée sur la leçon de la Première Guerre mondiale, la Turquie choisit la neutralité lors du deuxième grand conflit du XXe siècle. Avec l'accord de la France, puissance mandataire de la Syrie, la Turquie a récupéré le 23 juin 1939 le sandjak d'Alexandrette, peuplé majoritairement de Turcs. Ce territoire de près de 4 700 km2 est peuplé d'environ 200 000 habitants. Alexandrette prend alors le nom d'Iskenderun. La France voyait dans cette cession territoriale, un moyen d'écarter la Turquie de son traditionnel allié allemand. La Turquie signe un traité de non agression avec l'Allemagne en 1941. Le 2 août 1944 la Turquie rompt ses relations diplomatiques avec Allemagne, puis lui déclare la guerre le 22 février 1945, condition posée pour participer à la conférence de San Francisco marquant la naissance de l'ONU.
En 1941-1942, le gouvernement turc instaure un enrôlement des non-musulmans (1941-1942) : l'Affaire des vingt classes.
En 1942, le gouvernement turc met en place le Varlık Vergisi, impôt sur la fortune uniquement pour les non-musulmans, qui signifie pour beaucoup d'entre eux, juifs ou non, la liquidation de leur(s) entreprise(s) et de leurs biens personnels. Et pour ceux qui ne sont pas en mesure de payer, les insolvables, la déportation, en partie à Aşkale, province d'Erzurum. En littérature de fiction : Metin Arditi, Rachel et les siens (2020).
En 1936 la convention de Montreux confiait à la Turquie la responsabilité des détroits de la mer Noire (Bosphore et Dardanelles), convoités par Staline : les Russes ont toujours voulu un accès à la mer Méditerranée pour leur flotte de la mer Noire. Face à cet accord international, Staline revendique des territoires à l'ouest de la Turquie, en reprenant l'argumentation des tsars : Constantinople était la capitale de la chrétienté orthodoxe, religion majoritaire en Russie. Les États-Unis soutiennent alors la Turquie, définitivement perdue pour le bloc de l'Est.
En effet, la Turquie signe des accords de coopération militaire et économique avec les États-Unis en 1947-1948, bénéficie du plan Marshall, entre au Conseil de l'Europe en 1950 et dans l'OTAN en 1952. Néanmoins, un premier « dégel » des relations turco-soviétiques survient après la mort de Staline en 1953, à l’initiative de Nikita Khrouchtchev. L’URSS propose ainsi en 1956 son aide à la Turquie afin de favoriser son industrialisation.
La Turquie a reconnu Israël et a même conclu des accords militaires avec ce pays (mais dénoncés en 2010). Les juifs de Turquie n'ont jamais été inquiétés,, et la Knesset, dans la crainte d'une éventuelle crise politique avec la Turquie, a plusieurs fois refusé le débat sur une journée de commémoration — donc une reconnaissance implicite — du génocide arménien dont la dernière fois le 14 mars 2007,.
La Turquie abrite toujours des bases américaines, et a maintenu avec les États-Unis une alliance étroite, au moins jusqu'au début de 2003 et de la guerre en Irak, lorsque la Turquie fut le seul pays candidat à l'UE qui se déclara contre une intervention anglo-américaine.

## Le Post-kemalisme: gouvernements militaires, question kurde et place de l'islam
En décembre 1945, la création de nouveaux partis politiques est autorisée. Ce même mois, est fondé le Parti démocrate, mouvement conservateur modéré. En juillet 1946, ont lieu les premières élections pluralistes. Aux élections suivantes, le Parti démocrate accède au pouvoir, avec 53,6 % des voix, contre 40 % au Parti républicain du peuple. C'est la première alternance politique depuis 1923.
L'économie se libéralise, et bénéficie d'une forte aide américaine. Le laïcisme kémaliste est partiellement remis en cause, avec, notamment, la réapparition de manuels coraniques en arabe, le retour de l'éducation religieuse dans les écoles publiques, ou l'assouplissement des normes vestimentaires.
Le Parti démocrate est accusé de violer la Constitution pour rester au pouvoir. Une partie des militaires, déjà opposés à la remise en cause du kémalisme, trouvent inacceptables les méthodes employées par les dirigeants. Le 27 mai 1960, un coup d'État renverse le gouvernement au nom de l'armée, installe un gouvernement provisoire et porte à sa tête le général Gürsel. Les premiers partis et syndicats socialistes légaux sont alors fondés. Le 17 septembre 1961, le Premier ministre Adnan Menderes est exécuté pour violation de la constitution, ainsi que deux autres de ses ministres, Fatin Rüştü Zorlu et Hasan Polatkan. Les militaires restent au pouvoir un an et font approuver une Constitution garantissant les libertés démocratiques (liberté d'expression, de réunion, d'association, droit de grève). İsmet İnönü redevient Premier ministre de novembre 1961 à février 1965.
La situation politique se dégrade au cours des années 1970. Un nouveau coup d'État a lieu en 1971 ; les militaires, constatant que leur action n'a en rien amélioré la situation, retournent dans leurs casernes l'année suivante. La guerre froide s'intensifie, l'extrême gauche et l'extrême droite se radicalisent, des groupes révolutionnaires se forment, notamment le Devrimci Sol, en 1978. Le Parti des travailleurs du Kurdistan met en place des groupes de guérilleros en Anatolie orientale, dans la région du Kurdistan turc. Enfin, La guerre civile au Liban commencée en 1975 provoque l'arrivée de nombreux réfugiés libanais en Turquie. Dans les années 1970, les milices du Parti d'action nationaliste (MHP) et des Loups gris affrontent violemment les syndicats et les mouvements de gauche radicale. En 1978, les militants du MHP massacrent des familles entières supposées proches de l'extrême gauche, dans la ville de Maraş. Plusieurs centaines de personnes, principalement alévies, sont assassinées en deux jours. Dans les années 1970 et 1980, les Loups gris sont en étroite relation avec la CIA et les réseaux clandestins anticommunistes « Stay Behind » mis en place par l'OTAN.
Cette situation provoque le 12 septembre 1980 un nouveau coup d'État militaire suivi d'une forte répression entraine une nouvelle éradication de la gauche légale, les exécutions et arrestations se comptent en dizaines de milliers[source insuffisante]. Tous les partis sont dissous, les militaires prennent la tête des nouvelles organisations. À la différence des deux interventions précédentes de l'armée, ce coup d'État se traduit par un net recul de la démocratie. Les militaires se donnent un rôle important dans la Constitution et mettent en place un Conseil de sécurité nationale (MGK) pour mettre sous contrôle le retour des civils au pouvoir.

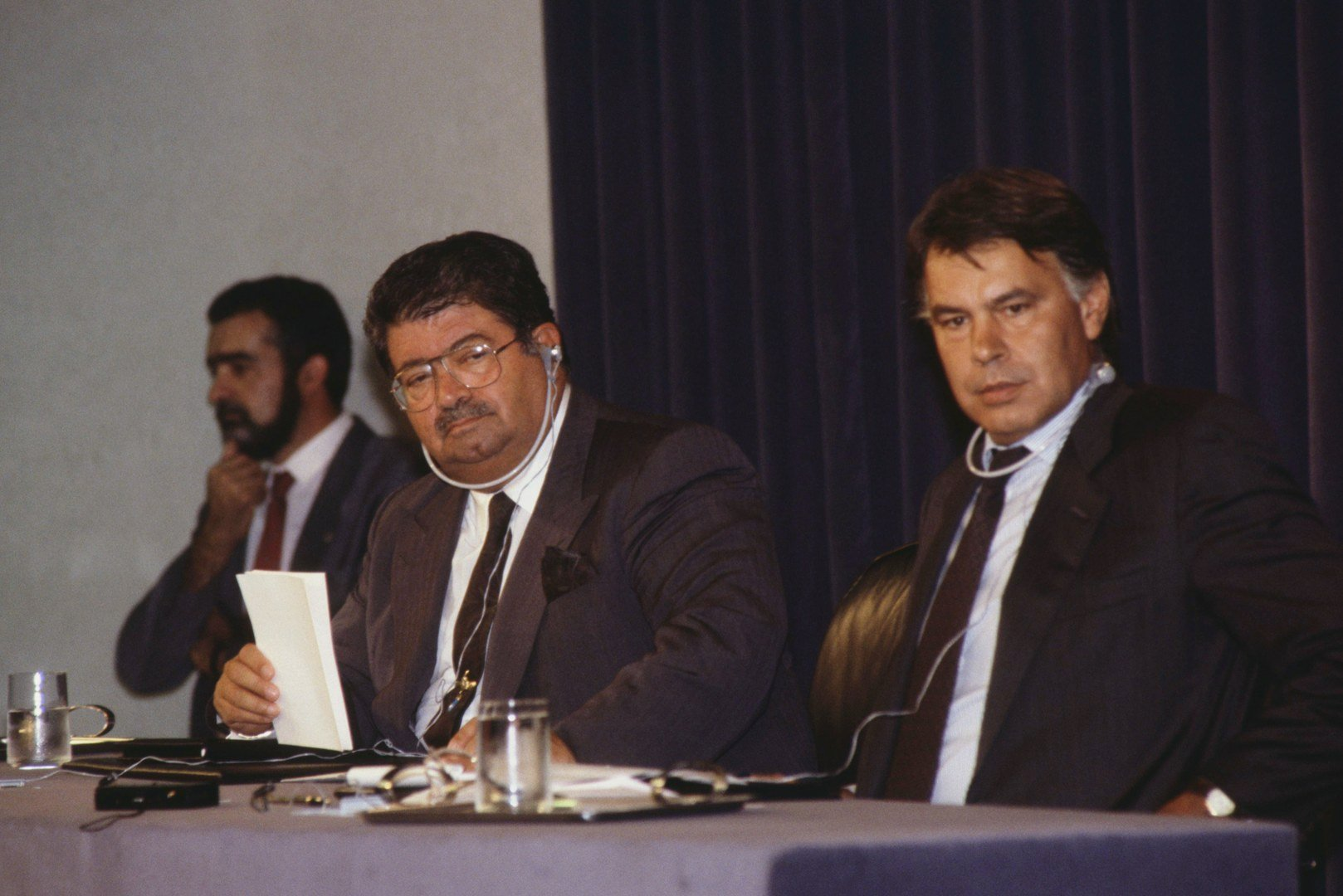
Turgut Özal et Felipe González au palais de la Moncloa, Septembre 1989.

Celui-ci est mis en place par Turgut Özal, Premier ministre en 1984, président en 1989, qui tente de concilier la nature démocratique du régime, les principes fondateurs de la République et l'islam. Il tente également de donner une réponse culturelle à la question kurde. L'état de siège est levé dans treize provinces dès 1984. Un moratoire sur les exécutions est voté par le Parlement la même année, et reconduit l'abolition de la peine de mort (voir ci-dessous). La Turquie, qui avait perdu son droit de vote au Conseil de l'Europe à la suite du coup d'État militaire, le retrouve.
À partir de 1991, la Constitution est réformée pour satisfaire aux critères démocratiques exigés par la candidature à la CEE, puis à l'UE.
Un parti islamique, le Refah Partisi (Parti du bien-être, aussi traduit en français par Parti de la prospérité), fondé en 1983, constitue une coalition qui obtient la majorité en 1996. Pour la première fois de son histoire, la République turque a ainsi un chef de gouvernement issu d'un parti politique islamique. À la suite d'un mémorandum militaire le 28 février 1997, ce chef de gouvernement doit démissionner le 18 juin 1997, et le Parti du bien-être est dissous le 16 janvier 1998, mais ses partisans donnent alors naissance au Parti de la vertu, à son tour dissous en 2001, puis au Parti de la justice et du développement (AKP).
En 2000, le Parti des travailleurs du Kurdistan proclame un cessez-le-feu à la suite de l'arrestation de son chef, Abdullah Öcalan.
En janvier 2002, un nouveau code civil, remplaçant celui de 1926, est instauré. La peine de mort est supprimée pour les crimes de droit commun en 2001, est abolie en temps de paix, puis en toute occasion, lors d'une réécriture du code pénal.

### L'Union européenne et la Turquie
La Turquie fait partie de toutes les institutions européennes depuis 1945 : Conseil de l'Europe, Organisation européenne de coopération économique, Organisation du traité de l'Atlantique nord, Banque de développement du Conseil de l'Europe. Elle s'est soumise à la juridiction européenne suprême de La Haye. Elle pose de façon attendue sa candidature pour devenir membre associé de la CEE en 1959, et soutenue par les dirigeants français et allemand De Gaulle et Adenauer, elle obtient satisfaction en 1963. L’accord d’association Turquie-CEE est gelé à la suite du coup d’État militaire du général Kenan Evren de 1980. La Turquie est donc logiquement candidate à l'entrée dans l'Union européenne en 1987. Dix-sept ans après sa première demande, le Conseil européen a approuvé en décembre 2004 l'ouverture de négociations avec la Turquie, qui ont débuté le 3 octobre 2005. L'avenir proche de la Turquie tout comme de l'Europe se joue dans cette adhésion devenue brutalement un sujet de polémique en France, en Autriche et en Allemagne, la question de l'identité de la Turquie, réputée asiatique et musulmane quoique membre fondateur d'organisations européennes et laïques, ayant été reprise par un certain nombre de partis politiques.

## La Turquie, démocratie conservatrice musulmane (2002-)
En novembre 2002, le parti AKP remporte nettement les élections législatives. C'est un parti considéré comme « islamiste modéré », il revendique « une démocratie musulmane comme d'autres se disent de démocratie chrétienne ». Les militaires disparaissent petit à petit des institutions gouvernementales où leur place était prépondérante. Ainsi, le Conseil national de la sécurité (MGK, créé en 1961, transformé en véritable instance de contrôle par la Constitution de 1982) est-il devenu, à partir de 2003, essentiellement consultatif, cependant que son secrétaire, autrefois un militaire, est désormais un civil. De même, les juges militaires sont retirés des Tribunaux de sécurité de l'État (DGM) en 1999, puis les DGM sont supprimés en 2004.
Le 1er janvier 2005, la nouvelle livre turque (Yeni Türk Lira ou YTL) est adoptée : une YTL vaut 1 million d'anciennes livres turques. Cette réforme monétaire est lancée, après des décennies d'inflation galopante et plusieurs dévaluations, grâce à un relatif assainissement du budget de l'État (qui s'exprimait en quadrillions). Elle permet aussi d'éviter nombres d'erreurs de comptes. De 2001 à 2005, l'inflation passe ainsi de 53,5 à 8,2 %, ce qui permet aux taux d'intérêt de passer de 50,5 à 20,4 % pendant la même période. Cet assainissement permet un enrichissement du pays : le produit national brut (PNB) fait plus que doubler entre 2001 et 2005, passant de 167,34 à 342 milliards de $ ; le PNB par habitant double presque, passant de 2 420 à 4 710 $. De 2002 à 2004, les investissements étrangers font plus que doubler : 2,73 milliards de $, contre 1,06 deux ans plus tôt.

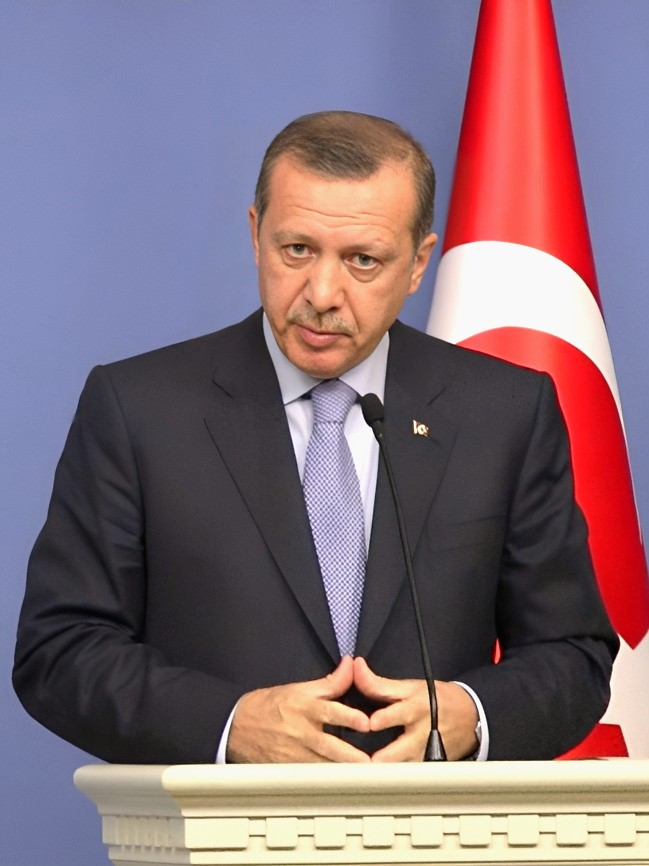
Recep Tayyip Erdoğan en 2012.

Ces années sont marquées par la personnalité de Recep Tayyip Erdoğan, nommé Premier ministre en 2003, puis président de la république de Turquie, élu au suffrage universel direct en 2014. Restant un grand allié des États-Unis, la Turquie s'est ouverte de plus en plus vers le monde musulman sunnite sous l'égide de son ministre des Affaires étrangères (2009-2014), puis Premier ministre Ahmet Davutoğlu qui entend poser la Turquie contemporaine en héritière de l'Empire ottoman. Le repositionnement diplomatique de la Turquie est notamment marqué par l'attaque du navire Mavi Marmara en 2010 par les forces spéciales israéliennes, qui entraîne une sérieuse dégradation des relations entre Israël et la Turquie.
Confrontée depuis 2011 à la guerre civile syrienne, la Turquie s'efforce de provoquer la chute du régime de Bachar el-Assad soutenant l'opposition syrienne à l'étranger et laissant passer sur son territoire combattants, « y compris les plus radicaux », et armes en direction de la Syrie. Elle mène également une politique de soutien aux groupes qui combattent les Kurdes syriens du Parti de l'union démocratique, proche du PKK, pour empêcher la création d'une entité kurde en Syrie. En 2014, face à l'attaque par les forces de l'État islamique (EI) de la ville syrienne kurde de Kobané, elle refuse de soutenir les défenseurs de la ville et privilégie l'affaiblissement du pouvoir kurde, Recep Tayyip Erdogan affirmant que « le PKK et l'EI représentent le même danger pour le pays ». Le refus de la Turquie de s'engager dans la lutte contre l’État islamique pose selon certains observateurs la question de la solidarité stratégique de la Turquie vis-à-vis de l'OTAN.

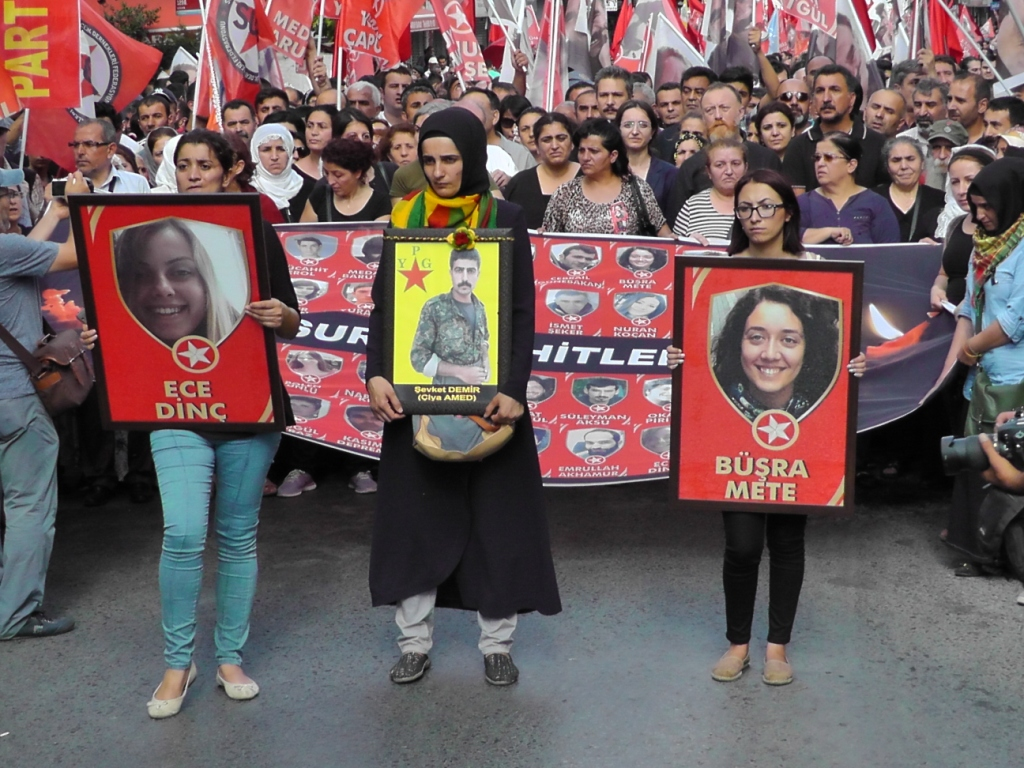
Personnes tuées lors de l'attentat suicide à Suruç.

Elle est néanmoins rattrapée par le conflit avec l'attentat de Suruç en juillet 2015 qui fait plus de 30 morts relançant les critiques reprochant au régime d'Ankara sa politique « complaisante » vis-à-vis des organisations radicales en guerre contre Bachar el-Assad,. La Turquie décide alors de mener des raids aériens contre l'État islamique et profite de cette situation pour, en réalité, intensifier ses combats contre les rebelles kurdes, en Turquie comme en Syrie pays dans lequel elle s'efforce d'empêcher la création d'un État kurde. La Turquie poursuit dans les mois qui suivent ce « double-jeu ». Tout en affichant une position médiane auprès de l'Occident, elle continue de soutenir les groupes armées luttant contre Assad « quitte à épauler Daech ».
En politique intérieure, si le début du mandat de Recep Tayyip Erdoğan est marqué par quelques réformes politiques telles qu'un élargissement des droits des instances religieuses non musulmanes ; la réduction de 6 à 3 ans des peines de prison pour « insulte » aux forces armées et autres piliers de l'État turc ; la limitation de leur application aux insultes avec « intention » et remplacement des peines de prison de la loi relative à la presse par des amendes. Les lois amendées contiennent cependant des dispositions permettant d'envoyer les journalistes en prison. D'autres lois et articles de code répressifs envers la presse demeurent inchangés.
Dans le même temps la Turquie continue de perdre des places dans le classement mondial de la liberté de la presse. Entre 72 et 97 journalistes turcs sont en prison en 2012,, contre 13 fin 2002, l'année de l'arrivée au pouvoir de l'AKP. Ces mêmes intellectuels dénoncent également l'affaire Ergenekon, qui serait un prétexte pour faire taire l'armée, rempart traditionnel contre l'islamisme dans le jeu d'influence politique dans le pays, et pour faire disparaître une opposition laïque journalistique de plus en plus virulente contre le régime. En effet, Erdoğan intente systématiquement des procès à l'encontre des journaux d'opposition, si bien que ces journaux sont l'objet de saisies ou sont fortement pénalisés par les amendes. L'opposition de gauche fait surtout les frais de ces procès, comme en 2011 le journal Aydınlık.
Progressivement, le durcissement du gouvernement turc contre la liberté de la presse s'accentue durant les années 2000-2010. En 2015, 15 chaînes de télévision sont ainsi saisies ou interdites d’émettre par le pouvoir, des centaines de journalistes sont sous le coup de poursuites pour avoir « insulté le président ». En novembre 2015, les journalistes Can Dündar et Erdem Gül, sont accusés d'« espionnage » pour avoir publié en mai un article sur les livraisons d'armes des services secrets turcs (MIT) à des groupes islamistes en Syrie.

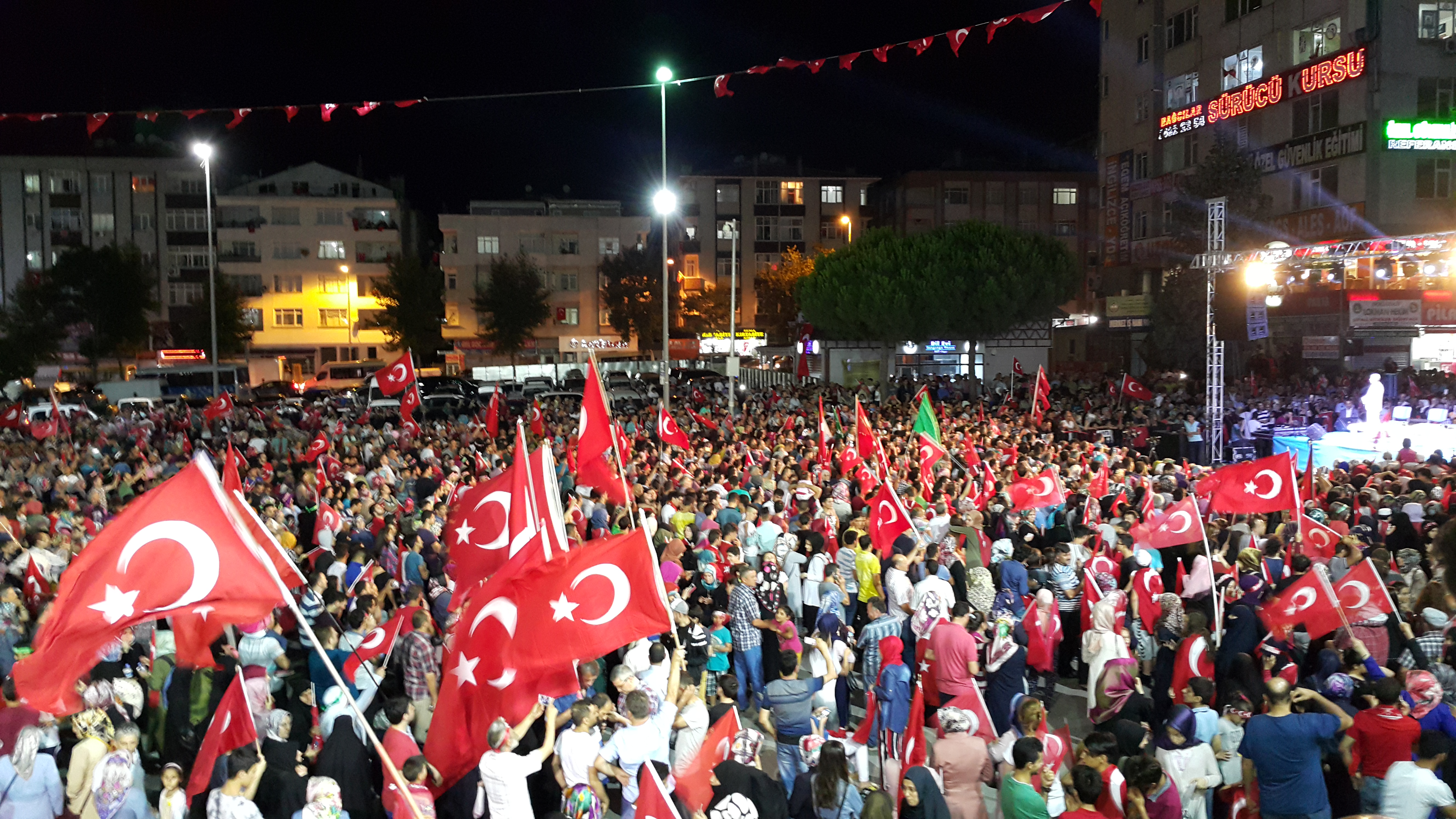
Manifestation contre le coup d'État à Istanbul, le 19 juillet 2016.

Le 15 juillet 2016, une tentative de coup d'État militaire menace le pouvoir d'Erdoğan. Celui-ci appelle le peuple à braver le couvre-feu. La tentative de coup d’État échoue. Elle aura fait au moins 346 morts dont 104 putschistes abattus, et plus de 1 440 blessés. Environ 2 839 membres des forces armées sont arrêtés dans un premier temps. Des purges massives s'ensuivront. Entre le 15 juillet et le 18 novembre 2016, plus de 110 000 militaires, fonctionnaires, magistrats, enseignants et policiers sont révoqués et 36 000 personnes incarcérées doivent d'être jugées pour leur implication présumée dans la tentative de coup d’État. C'est le monde de l'enseignement qui est le plus touché par la purge avec la suspension de 21 738, fonctionnaires du ministère de l'Éducation et avec l'appel du Conseil de l'enseignement supérieur à la démission de 1 577 recteurs et doyens des universités. Au total, 1,5 % des fonctionnaires du ministère de l'Éducation seront suspendus. Le monde de la justice n'est pas épargné puisque quelques heures après la tentative de coup d'État, le Conseil supérieur de la magistrature turc (HSYK) démet 2 745 juges de leurs fonctions en attendant leurs jugements, tandis que 700 d'entre eux sont arrêtés. Le régime procède également à la mise au pas des médias : entre le 15 juillet et le 13 décembre 2016, 170 organes de presse ont été fermés, 105 journalistes placés en détention et 777 cartes de presse annulées. A l’issue des élections municipales turque du 31 Mars 2024, l’AKP d’Erdogan perd la majeur parti des villes de l’ouest de l’Anatolie. Istanbul, Izmir et Ankara, Bursa, Adana et même la petite ville d’Afyon étant au main du CHP.